# Наньчанский метрополитен
Наньчанский метрополитен (кит. 南昌地铁), также именуется как Наньчанский железнодорожный транзит (кит. 南昌轨道交通) — система метро в Наньчане (провинция Цзянси, Китай). Открыт 26 декабря 2015 года. Эксплуатирует и заказывает строительство компания Nanchang Rail Transit Group Co., Ltd.

## История
Впервые создание в городе метро было предложено в начале 2000-х годов.
В августе 2005 года правительство города и комиссия провинции по развитию включили планирование метро в 5-летний план.
План сооружения метро из 5 линий был одобрен 30 июля 2008 года, обнародован в сентябре 2008 года и утверждён Госсоветом КНР в июле 2009 года.
16 октября 2008 года создана компания для сооружения метро.
Строительство первой линии было начато 29 июля 2009 года.
Весной 2013 года план сооружения метро был подтверждён, дополнен дальней перспективой создания ещё 5 линий и детализирован сроками начала строительства 3-й и 4-й линий в сентябре 2014 и сентябре 2015 гг.
Строительство второй линии началось в июле 2013 года.
Тестовое движение на участках первой линии началось 9 сентября 2015 года, её открытие состоялось 26 декабря 2015 года
18 августа 2017 года открыто движение по второй линии, длина 19,6 км , 17 станций.

## Система

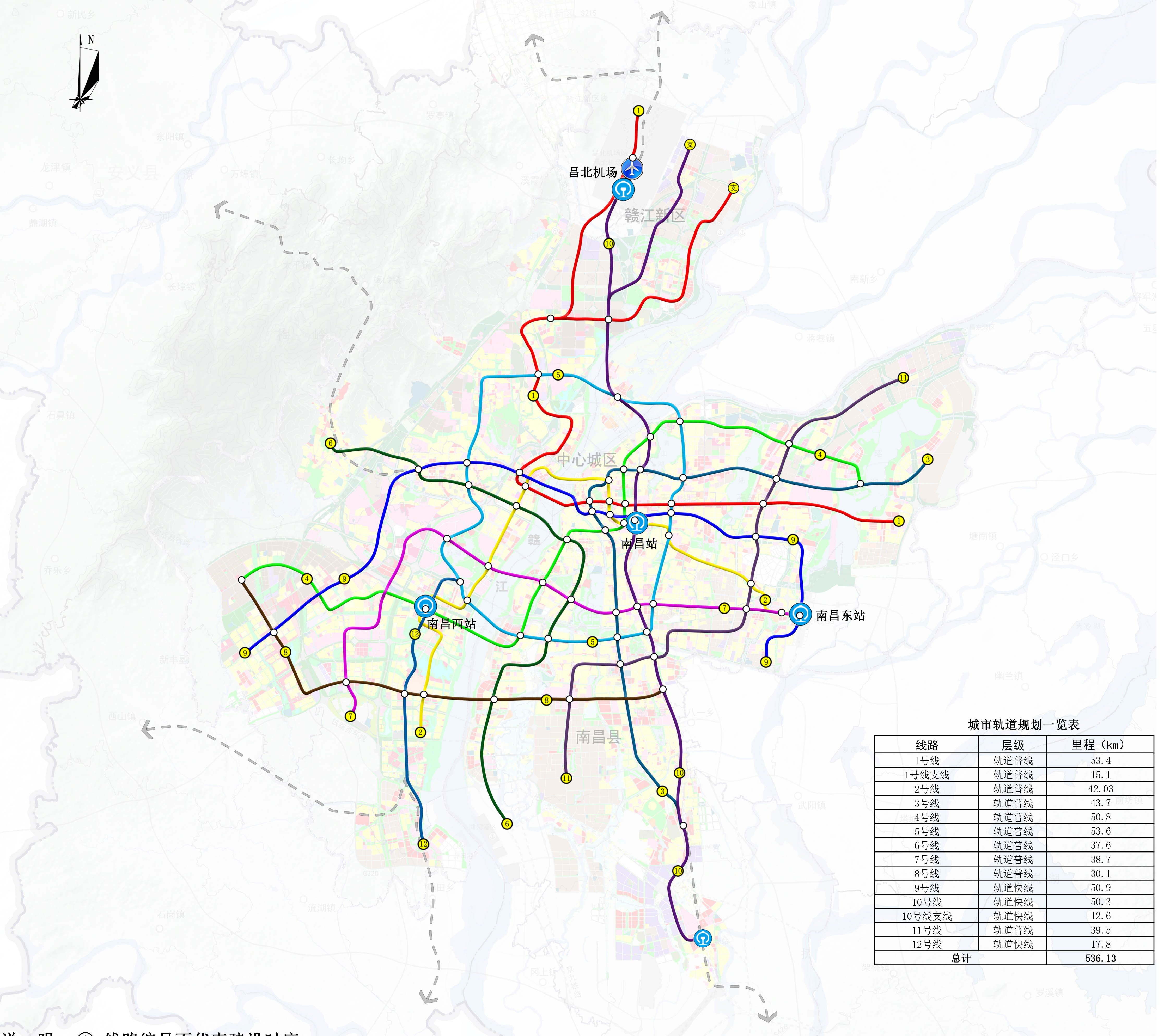
Планируемая схема линий на карте города

Первая очередь состоит из двух линий (Линии 1 и 2) общей длиной 52 км с 44 станциями. В 2020-х годах система будет включать 5 линий (также Линии 3, 4, 5) общей длиной 162 км с 46 станциями. В перспективе в городе и агломерации предусмотрено сооружение системы из 10 линий (также Линии 6, 7, 8, 9, 10).
В пределах центра и густонаселённых районов города пути и станции подземные, на дальних окраинах — надземные. Все станции закрытого типа. Подвижной состав и станции рассчитаны на шестивагонные поезда и пропуск 30-55 тысяч пассажиров в час в одном направлении.
Оплата проезда — по смарт-жетонам, а также по проездным на смарт-картах метрополитена и общетранспортных Hongcheng Tong.

### Линия 1 Красная
Открыта 26 декабря 2015 года.
Проходит с северо-запада на восток через центр города, имеет длину 28,7 км и 24 подземные станции.
В перспективе будет удлинена на обоих концах до общей длины 35 и затем 45,6 км, в том числе до аэропорта Чанбэй на северо-западе города (11 км по эстакадам), и будет иметь 32 станции.

### Линия 2 Жёлтая
Открыта 18 августа 2017 года.
Проходит с юго-запада на восток, имеет длину 31,5 км, 28 станций, в т.ч станции у Западного и Главного железнодорожного вокзала.

### Линия 3 Голубая
Открыта 26 декабря 2020 года.
Проходит с востока на юг через центр города, имеет длину 28,5 км,  22 станции.

### Линия 4 Зелёная
Открыта 26 декабря 2021 года.
Проходит с юго-запада на северо-восток через центр города, имеет длину 39,6 км, 29 станций.
В перспективе будет удлинена до общей длины 43,2 и будет иметь 32 станции.

## Перспективы развития

### Линия 5 Оранжевая
Планируется.
Проходит с северо-запада на северо-восток через юг города, имеет длину 34,2 км, 25 станций.